# Луценко Іван Якимович
Луценко Іван Якимович (12 жовтня 1912 — †9 січня 1993) — Герой Соціалістичної Праці (1966)

## Життєпис
Народився 12 жовтня 1912 року в селі Одрадівка Новотроїцького району Херсонської області в багатодітній селянській родині. Закінчив Одрадівську початкову школу. В 1931 році закінчив школу механізаторів за спеціальністю тракторист-машиніст. До війни працював механізатором в Сиваській МТС.
В 1941 році призваний до лав Червоної Армії, учасник радянсько — німецької війни. В 1942 році демобілізований після поранення. Працював механіком колгоспного млина.
З 1943 до 1957 роки — машиніст Сиваської МТС. В 1958–1974 роках працював механізатором колгоспу «Степовий» в селі Одрадівка.
Прославився рекордними намолотами зернових — за жатву причепним комбайном «РСМ-8» намолочував по 12000 — 16000 цнт зерна.
Після виходу на пенсію проживав в місті Херсон.
Помер 9 січня 1993 року. Похований на Почесній алеї Центрального кладовища в м. Херсон.

## Нагороди та відзнаки
- орден Леніна (1947)
- Герой Соціалістичної праці (1966)
- орден Жовтневої революції (1967)
- звання Почесний пенсіонер (1974)